# Андерссон, Ингела
Ингела Андерссон (швед. Ingela Andersson; род. 16 июля 1991, Арвидсъяур, Норрботтен) — шведская биатлонистка, участница Кубка мира.

## Биография
Выступала в юниорских соревнованиях по биатлону, участвовала в чемпионатах мира. Завоевала два серебра в гонке преследования и спринте на юниорском чемпионате мира 2010 года и бронзу в спринте в 2011 году. Также выступала на чемпионатах Европы и в кубке IBU. На Кубке мира по биатлону дебютировала в 2011 году в родном Эстерсунде в спринте, где пришла к финишу 82-й.
В 2013 году дебютировала на чемпионате мира по биатлону в Нове-Место.

## Результаты

### Участие в Чемпионатах мира
| Год  | Место проведения | Инд | Спр | Пр | МС | Эст | См | Сусм |
| 2013 | ЧМ Нове-Место    | 68  | 59  | 50 | —  | 15  | —  | н/д  |
| 2015 | ЧМ Контиолахти   | —   | DNS | —  | —  | —   | —  | н/д  |
| 2016 | ЧМ Хольменколлен | 32  | 22  | 32 | 29 | 10  | —  | н/д  |